# Eggby
Eggby är en tätort i Skara kommun och kyrkbyn i Eggby socken i Västergötland. 
Sjöarna Eggbysjön och Stakasjön ligger vid Eggby kyrka. Nordost om orten ligger sjön Ämten, och strax öster om Eggby ligger Öglunda vid Billingen och Jättadalen, med naturreservatet Jättadalen-Öglunda grotta. Söder om Eggby ligger den gamla kungsgården Höjentorp, som ingår i Höjentorp-Drottningkullens naturreservat. Åren 1689–1745 hade Västgöta dragonregemente sin mötes- och exercisplats på Eggby ängar.

## Namnet
Namnet skrevs 1436 ”Eekby”, och kommer av ”ek” (trädslaget), och ”by” (gård; by).

## Befolkningsutveckling
| Befolkningsutvecklingen i Eggby 1975–2020 | Befolkningsutvecklingen i Eggby 1975–2020 | Befolkningsutvecklingen i Eggby 1975–2020 | Befolkningsutvecklingen i Eggby 1975–2020 | Befolkningsutvecklingen i Eggby 1975–2020 |
| ----------------------------------------- | ----------------------------------------- | ----------------------------------------- | ----------------------------------------- | ----------------------------------------- |
|                                           |                                           |                                           |                                           |                                           |
| År                                        |                                           |                                           | Folkmängd                                 | Areal (ha)                                |
| 1975                                      | 1975                                      |                                           | 208                                       |                                           |
| 1980                                      | 1980                                      |                                           | 232                                       |                                           |
| 1990                                      | 1990                                      |                                           | 286                                       | 27                                        |
| 1995                                      | 1995                                      |                                           | 271                                       | 28                                        |
| 2000                                      | 2000                                      |                                           | 241                                       | 28                                        |
| 2005                                      | 2005                                      |                                           | 239                                       | 28                                        |
| 2010                                      | 2010                                      |                                           | 231                                       | 28                                        |
| 2015                                      | 2015                                      |                                           | 237                                       | 48                                        |
| 2020                                      | 2020                                      |                                           | 222                                       | 47                                        |
| Anm.: Ny tätort 1975                      |                                           |                                           |                                           |                                           |

## Samhället
På orten finns Eggby kyrka och ett vandrarhem. En förskola finns, där barn från Öglunda, Istrum och Eggby går.